# Amadeus Serafini
Amadeus Serafini es un actor y modelo estadounidense. Es conocido por interpretar a Kieran Wilcox en Scream.

## Biografía
Serafini nació en Londres y creció entre Estados Unidos y Europa antes de regresar a Los Ángeles para enfocarse en su carrera como actor, su apellido proviene de su madre que es mitad italiana y polaca. Además él habla fluidamente inglés, francés e italiano.
Nunca consideró la actuación como una forma de ganarse la vida, se convirtió en un interés que decidió seguir, por lo que se matriculó en la universidad, donde tomó clases de cine y teatro.
También tomó clases de actuación con Eric Morris, quien ha sido mentor de actores tales como Johnny Depp, Anthony Hopkins y Jack Nicholson, entre otros.
Fue descubierto por su mánager mientras trabajaba como guardia de seguridad en un bar en Hollywood.

### Carrera
Serafini comenzó a modelar a los dieciocho años y fue firmado por la agencia Ford Models en Los Ángeles.
Debutó en la actuación protagonizando el cortometraje Smoke, dirigido por Cody Gittings y Stephen Heleker y que está basado en la historia del mismo nombre escrita por Alan Heathcock.
En 2014 apareció en la serie Oh La La, Hollywood Speaks French! donde participó en tres episodios.
El 5 de agosto de 2014 se dio a conocer que Serafini fue elegido para interpretar a Kieran Wilcox en la serie de MTV Scream, basada la franquicia de películas del mismo nombre.

## Filmografía
| Cine       | Cine                               | Cine            | Cine                   |
| Año        | Película                           | Rol             | Notas                  |
| ---------- | ---------------------------------- | --------------- | ---------------------- |
| 2013       | Smoke                              | Vernon          | Cortometraje           |
| 2018       | Summertime                         | Terry           |                        |
| 2023       | Hidden Strike                      | Henry Van Horne |                        |
| Televisión |                                    |                 |                        |
| Año        | Título                             | Rol             | Notas                  |
| 2014       | Oh La La, Hollywood Speaks French! | Theo/Lulú       | 3 episodios; serie web |
| 2015–16    | Scream                             | Kieran Wilcox   | Elenco principal       |
| 2018       | Impulse                            | Josh            | 2 episodios            |